# エウリュポン
エウリュポン（希：Εὐρυπῶν、英：Eurypon、在位：紀元前890年-紀元前860年）はエウリュポン朝の三代目のスパルタ王である。
エウリュポンは先王ソオスの子で、次代の王プリュタニスの父である。エウリュポンは王権の独裁的な点を緩めたため人々から高い評価を得たが、プルタルコスはこのために民衆が大胆になり、リュクルゴスの改革まで不法と無秩序がスパルタを覆ったと指摘した。現に、エウリュポンは喧嘩を止めようとした時に刺されて死んだ。ともあれこの事業により、これまでは彼の祖父で王朝の開祖であったプロクレスにちなんでプロクレダイ（プロクレス家）と呼ばれていた彼の家は彼の時からエウリュポンティダイ（エウリュポン家）と呼ばれるようになった。

## 註
1. ↑  プルタルコス, 「リュクルゴス」, 1
2. ↑  ibid, 2
3. ↑  パウサニアス, III, 7, 1